# Polypterus senegalus
Bichir-de-cuvier, bichir-de-senegal e bichir-cinza são nomes vulgares do Polypterus senegalus senegalus, por vezes também chamado de  enguia dinossauro, embora não tenha nenhum parentesco com os anguiliformes.
É uma subespécie de peixe prototípica de Polypterus, o que significa que mantém todas as características do gênero.

## Aparência
O corpo é longo e aproximadamente cilíndrico. A serrada nadadeira dorsal bem longa se encontra com a nadadeira caudal. As nadadeiras peitorais nascem imediatamente atrás e por baixo das aberturas branquiais e são os principais meios de locomoção, dando-lhe uma graciosa aparência. P. senegalus senegalus pode medir até 35,5 cm.

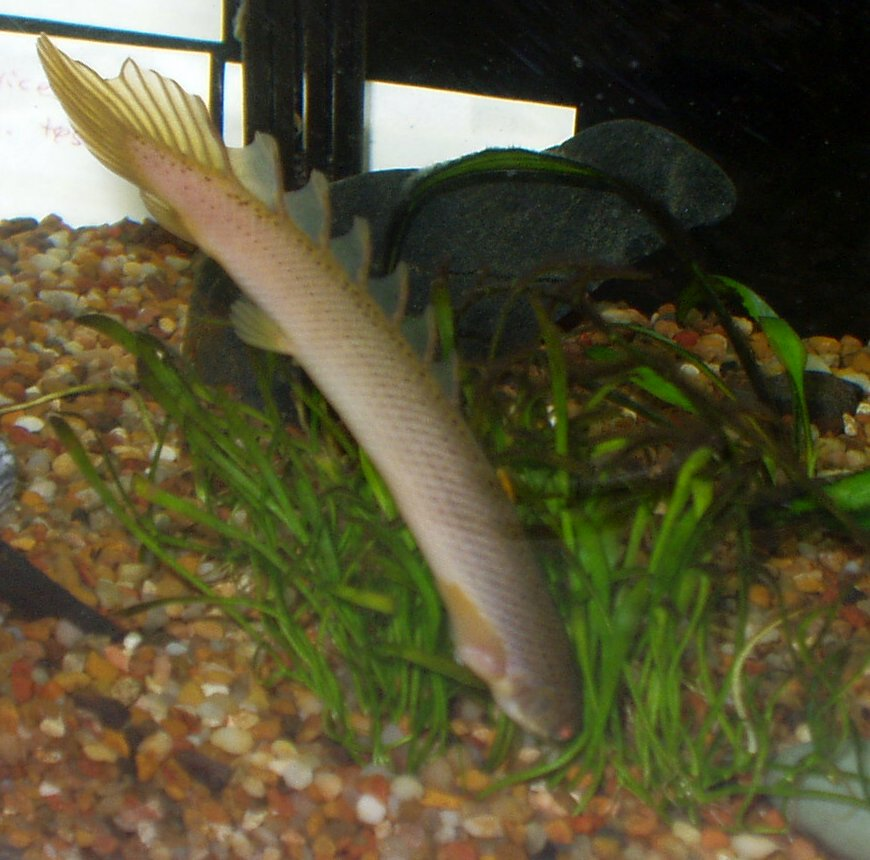
Um jovem bichir procurando comida

A cabeça é pequena e parecida com a de um lagarto, com uma boca grande e pequenos olhos de cada lado. Dado que a sua visão é pobre, o bichir caça por olfato e, por isso, suas narinas protrudem da cabeça.
A modificada bexiga natatória serve como "pulmão", permitindo ao peixe periodicamente engolir ar da superfície da água. Num aquário podem se observar bichires subindo até à superfície para esse fim. Desde que a pele se mantenha úmida, o bichir pode permanecer fora da água por períodos de tempo indeterminados.

### Sexo
O dimorfismo sexual está nas nadadeiras anais: bichires machos possuem a nadadeira anal maior que as fêmeas; no entanto, isto só aparece em machos maduros. Os machos também parecem ter espinhos dorsais mais espessos que as fêmeas, apesar de normalmente as fêmeas tenderem a ser maiores que os machos.

## Cativeiro
Bichires são predadores de peixes e, em cativeiro, podem comer qualquer animal que caiba nas suas bocas, ou que possa ser partido em pedaços de tamanho adequado. A única coisa que evita que um bichir esvazie um aquário de outros peixes é a sua pouca velocidade; as nadadeiras peitorais são apropriadas para baixa velocidade e, apesar do bichir poder ter movimentos rápidos, não consegue caçar peixes com uma velocidade média. No entanto, é necessário acautelar-se pois, ao fim de algum tempo, qualquer peixe que caiba na boca do bichir será comido. Não é, portanto, recomendável manter bichires com peixes menores que 10 cm.
Bichires necessitam de muito espaço; a altura do tanque não é importante mas, como esta espécie pode crescer mais de 30 cm, cada peixe deve ter um espaço correspondente a uma capacidade de pelo menos 160 litros. Tem que haver uma bolsa de ar no tanque, para o bichir poder respirar. Bichires são artistas em escapar e, se o aquário não tiver uma tampa segura, os peixes podem escapar e movimentar-se para longe do aquário, antes de secarem e morrerem.
Bichires podem aceitar comida seca, como flocos de camarão e ocasionalmente comida para ciclídeos. Eles podem aceitar minhocas e outras comidas congeladas.